# Commission Bignon
Pour les articles homonymes, voir Bignon.
 (juin 2020).
La commission Bignon  est une commission militaire créée au Mans le 14 décembre 1793 (24 frimaire de l'an II), à la fin de la virée de Galerne, pendant la guerre de Vendée, sous la Révolution française. Baptisée du nom de François Bignon, capitaine au 2e bataillon des volontaires parisiens, elle siège dans plusieurs villes de l'Ouest (Le Mans, Laval, Châteaubriant, Blain, Savenay et Nantes), en complément du tribunal militaire, jusqu'à sa disparition, le 7 mai 1794 (18 floréal de l'an II).

## Origine
Sous la Terreur à Nantes, le tribunal militaire ne suffisant pas, on lui a ajouté des commissions militaires, sensiblement plus expéditives, comme la commission Parein ou la commission Bignon. Avant même le carnage de Savenay (23 décembre 1793), Jean-Baptiste Carrier ne cache pas son embarras. Il écrit à la Convention nationale : « La défaite des « brigands » est si complète que nos postes les tuent, les prennent et les amènent par centaines ; la guillotine ne peut suffire ; j'ai pris le parti de les faire fusiller […] ».
La commission Bignon a été établie au Mans le 14 décembre 1793 (24 frimaire de l'an II)) par les représentants Pierre Bourbotte, Louis Turreau et Pierre-Louis Prieur. Inscrite dans le sillage des armées de l'Ouest et des côtes de Brest, elle a pour charge de juger sur-le-champ les rebelles pris les armes à la main.

## Siège
La commission Bignon siège principalement à la prison de l'Entrepôt des cafés lors des exécutions de masse ordonnées le 9 nivôse an II (29 décembre 1793), mais aussi à la prison du Bouffay, et à la prison du Sanitat. Après le départ de Jean-Baptiste Carrier, elle se transporte au château d'Aux pour y infliger la mort à 210 habitants de la commune de Bouguenais (1794).

## Fonctionnement
La présidence de la commission incombe à Antoine Gonchon, frère du fameux pétitionnaire du faubourg Saint-Antoine à Paris. Mais Gonchon n'exerce ses fonctions que de manière très épisodique, s'en remettant le plus souvent à Bignon. L'accusateur public David Vaugeois et les juges assesseurs sont tous des officiers subalternes.
Sa manière de procéder est des plus expéditives ; les prisonniers défilent devant leurs juges sans interruption. Il ne leur est demandé que leur identité ; ensuite, reconnus coupables d'avoir porté les armes contre la République, ils sont condamnés à mort et exécutés dans les heures suivantes. L'état des prisonniers jugés à Nantes par la commission Bignon du 9 au 28 nivôse an II et du 2 au 9 pluviôse an II donne l'ordre exact de passage devant la commission. Ces listes établies quotidiennement sont très sommaires — nom, prénom, âge, lieu de naissance — mais révèlent un certain souci d'ordre.
La commission juge également les auteurs des noyades de Nantes, après le départ de Jean-Baptiste Carrier pour la capitale. Guillaume Lamberty, un de ses adjoints, fut condamné à mort et exécuté en avril 1794.

## Jugements
La commission Bignon fait fusiller 661 prisonniers vendéens à Savenay entre le 23 et le 26 décembre 1793. À Nantes, elle juge officiellement 1 989 personnes et en fait exécuter 1 980, principalement entre le 27 décembre 1793 et le 17 janvier 1794.